# 張洸
張洸（1922年—1959年5月30日），曾化名張次齡，湖南省湘潭縣人，中國共產黨員，國防部副官局中校參謀，因1950年參與中共來台灣從事策反活動，1958年10月被判處死刑，1959年5月30日槍決於台北安坑刑場。

## 生平
張洸，1922年生於湖南省湘潭縣，黃埔軍校第十六期輜重兵科畢業，擔任輜重汽車第六團上尉連長，駕駛軍車車禍後畏罪潛逃，1949年易名張次齡在上海工兵二十團擔任上尉連長，期間協助復旦大學滋事學生逃亡遭通緝，因女友陳潤珠隨父親警備總司令部少將文書組長陳宗榮在台灣，張洸棄職赴台尋女友。不久，上海工兵二十團通緝張次齡，陳宗榮通知張洸儘快離開台灣，張洸與陳潤珠于1949年5月返回大陸結婚棲留南京。
1950年1月張洸與陳潤珠受共產黨幹部介紹前往華東人民革命大學受訓，預備進行戰後接收，適逢張洸妹夫劉雲瀚在金門擔任國民革命軍陸軍第十九軍軍長，解放軍三野陳錄派遣來台策反劉雲瀚及爭取陳宗榮加入共產黨，張洸與陳潤珠在南京接受秘密訓練，學習密碼「中文四角突出」密寫通訊方式，1950年3月張洸與陳潤珠抵達香港，在港期間與中共香港方面負責人鄭毓輝見面，1950年7月轉赴台灣潛伏。
張洸由岳父陳宗榮透過關係偽造出輜重汽車第九團上尉連長身分，以無職軍官歸隊入伍，赴台灣後，張洸將受中共派遣來台之事告知妹妹張曼玲，但並未告知其策反妹夫劉雲瀚中將的任務。當時，劉雲瀚已解除第十九軍軍長職務，且美國軍艦巡航台海韓戰爆發，張洸未敢將身分曝光也未進行策反工作。
張洸於1950年冬在國民革命軍陸軍第七十五軍下屬戰鬥團工作時，曾將七十五軍佈防情況及軍區海岸狀況、海軍七艘艦艇人事資料，密寫前後六件信函寄予香港鄭毓輝。1951年1月，總統府機要組偵得香港方面情報，告知三野曾派遣陳誠親信劉雲瀚之妻舅入台從策反工作，當局即開始對張洸偵查，至1958年偵破。
保密局審訊張曼玲，從張曼玲處取得張洸受中共派遣來台潛伏的供辭，張洸遭逮捕之後坦承罪行，由於張洸曾密信傳遞情報至香港，1958年10月13日，張洸與陳潤珠夫婦二人被以叛亂罪判處死刑，1959年5月30日張洸與陳潤珠一同槍決於台北安坑刑場。
劉雲瀚中將受此事件牽連，總統飭參謀總長王叔銘將劉雲瀚撤職查辦，劉雲瀚仕途無望于1961年提前退伍，張曼玲知情不報，因有幼子需扶養判徒刑兩年緩刑三年，張洸的岳父陳宗榮少將因偽造張洸身分判刑七年。

## 紀念
2013年10月 北京西山國家森林公園的無名英雄廣場上立有無名英雄紀念碑，為紀念來台灣在1950年代被處決「隱避戰線烈士」而設立，張洸與陳潤珠夫婦二人銘刻於紀念碑上，為中共國家安全部追認之中華人民共和國烈士。